# Fujiwara no Nakafumi
Fujiwara no Nakafumi o Fujiwara no Nakafun (藤原仲文?) (923-992 fue un poeta waka del período Heian y un miembro de la nobleza Japonesa. Fue escogido como un miembro de los "Treinta y seis Inmortales de la Poesía".
Los poemas de Nakafumi se han incluido en varias antologías de poesía imperial, incluyendo el Chokusen Wakashū. También queda su colección de poesía personal conocida como Nakafumishū.